# Leptodactylodon
A Leptodactylodon  a kétéltűek (Amphibia) osztályába és  a békák (Anura) rendjébe, az Arthroleptidae családba tartozó nem. 

## Rendszerezés
A nembe az alábbi fajok tartoznak:
- Leptodactylodon albiventris (Boulenger, 1905)
- Leptodactylodon axillaris Amiet, 1971
- Leptodactylodon bicolor Amiet, 1971
- Leptodactylodon blanci Ohler, 1999
- Leptodactylodon boulengeri Nieden, 1910
- Leptodactylodon bueanus Amiet, 1981
- Leptodactylodon erythrogaster Amiet, 1971
- Leptodactylodon mertensi Perret, 1959
- Leptodactylodon ornatus Amiet, 1971
- Leptodactylodon ovatus Andersson, 1903
- Leptodactylodon perreti Amiet, 1971
- Leptodactylodon polyacanthus Amiet, 1971
- Leptodactylodon stevarti Rödel & Pauwels, 2003
- Leptodactylodon ventrimarmoratus (Boulenger, 1904)
- Leptodactylodon wildi Amiet & Dowsett-Lemaire, 2000'